# Allopurinol
L'allopurinol est un médicament hypo-uricémiant, faisant baisser l'uricémie (concentration sérique en acide urique) et soignant la goutte mis au point par Gertrude Elion et son équipe en 1960 et administré la première fois en 1963 .

## Mode d'action

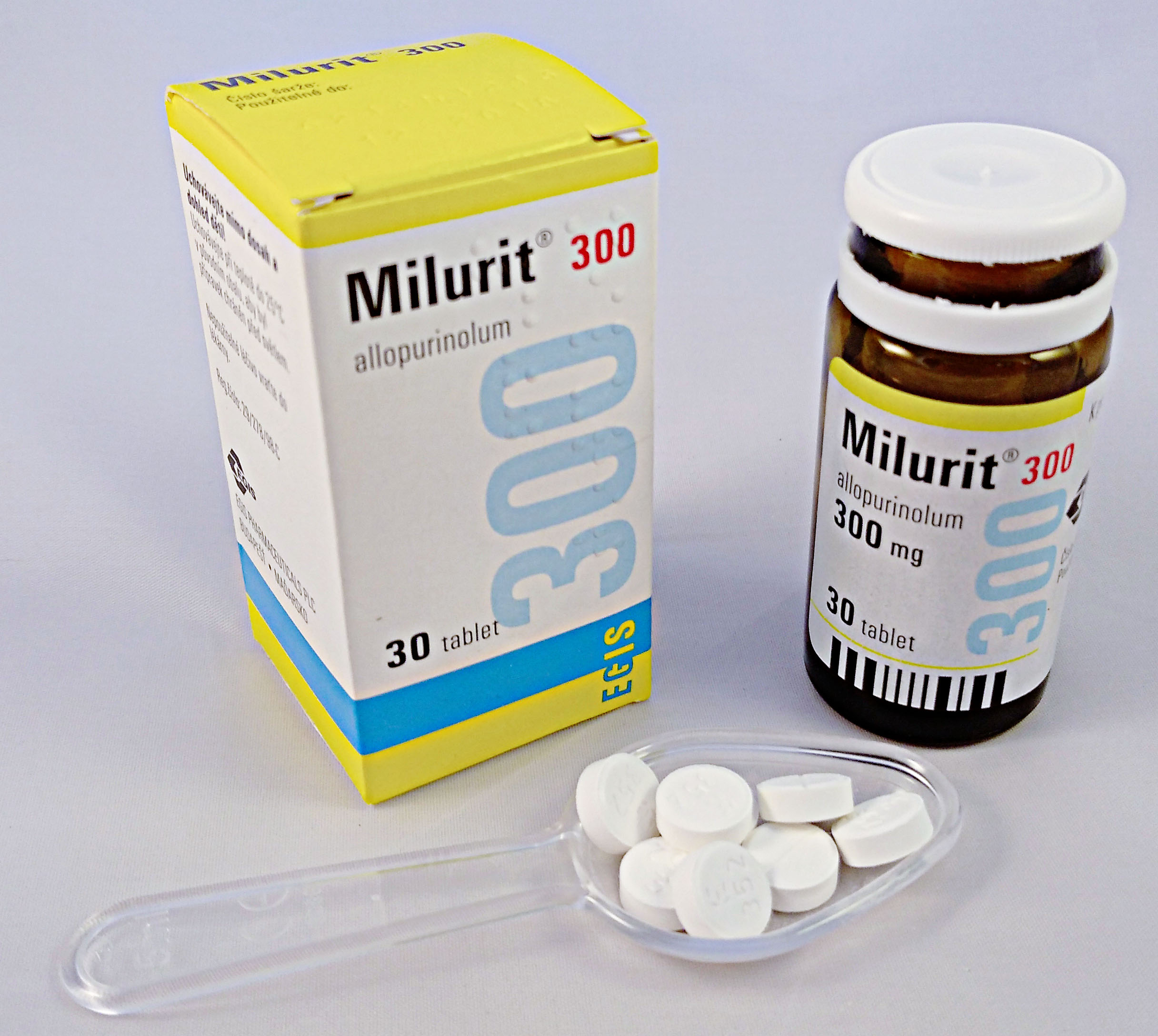
Pilules d'allopurinol, République tchèque.

Il diminue le taux d'acide urique et le volume des tophus. En effet, ce médicament est un inhibiteur de l'action d'une enzyme, la xanthine oxydase, qui intervient dans le métabolisme de l'acide urique. Il baisse le taux de récidive de crise articulaire de la goutte. Son administration se fait conjointement avec la colchicine pendant plusieurs mois à des doses progressivement croissantes de 100 jusqu'à 300 mg. Il n'a aucune action sur la crise goutteuse, une fois celle-ci déclenchée.
Il diminue également la consommation d'oxygène du muscle cardiaque, et par ce biais, retarde ou diminue les symptômes de l'angine de poitrine. À fortes doses (600 mg/j), il permet une régression modérée de la masse du ventricule gauche en cas de cardiomyopathie hypertrophique et ischémique. La raison en reste inconnue mais peut faire intervenir une diminution du stress oxydatif du tissu vasculaire ainsi qu'une amélioration de la fonction endothéliale des vaisseaux.

## Effets indésirables
- Les effets indésirables les plus graves sont le syndrome de Lyell et le syndrome de Stevens-Johnson (deux types de toxidermies à risque létal). L'allopurinol est connu en Europe pour être un des plus gros pourvoyeurs de victimes de ces syndromes[7]. Il peut également provoquer un syndrome d'hypersensibilité médicamenteuse (ou « DRESS syndrome »)[8]. Son association avec l'amoxicilline augmenterait la fréquence des éruptions cutanées. Le risque est également plus élevé en cas d'utilisation concomitante de diurétiques, la présence d'une insuffisance rénale[9] ou d'une maladie cardiaque[10]. Une association de ces réactions d'hypersensibilité avec la présence de l'allèle HLA-B*5801 a été retrouvé[11], mais il n'est pas recommandé en pratique de le rechercher à l'introduction du médicament[12]. Cet allèle est plus fréquent chez les asiatiques[9].
- Autres allergies et réactions de sensibilité
- Cytolyse hépatique
- Lésions tubulaires rénales, par précipitation intra-tubulaire avec formation de cristaux
- L'allopurinol peut aussi précipiter une crise de goutte s'il est utilisé trop tôt après la fin d'une crise, ou s'il n'est pas combiné à la colchicine en début de traitement. Toutefois, à long terme et en monothérapie, il diminue le nombre de crises de gouttes[13].

## Métabolisme
L'allopurinol est transformé dans l'organisme en oxypurinol qui est un métabolite actif.
La voie d'excrétion est essentiellement rénale : la posologie doit donc être particulièrement adaptée à la clairance de la créatinine afin de limiter son accumulation et celle de l’oxypurinol, et ainsi prévenir la survenue d’un effet indésirable rare mais très grave, le syndrome d’hypersensibilité à l’allopurinol. Le côté risque dépendant du dosage reste cependant discuté.

## Histoire
Mis au point en 1967, comme un inhibiteur de la xanthine-oxydase, l’allopurinol va bouleverser la prise en charge de la goutte.

## Divers
L'allopurinol fait partie de la liste des médicaments essentiels de l'Organisation mondiale de la santé (liste mise à jour en avril 2013).
Selon une étude chinoise publiée en 2015, chez le rat de laboratoire, il semble pouvoir réduire ses séquelles neurologiques d'une intoxication au monoxyde de carbone.